# Biofiltragem
Biofiltragem é um processo de remoção das impurezas de um fluido (água ou ar) utilizando-se agentes biológicos. Os poluentes são removidos pela barreira mecânica e por biodegradação.
Os biofiltros feitos de raízes de plantas têm sido considerados uma boa alternativa para o tratamento e reutilização de águas cinzas. Filtros deste tipo praticamente não requerem manutenção, sustentando-se pelo próprio ciclo biológico das plantas. Certas espécies, como o vetiver e o aguapé são preferidas por abrigarem em suas raízes certas bactérias mais eficientes na biodegradação destes rejeitos.

## Fonte
- Panfleto do Gaia Movement sobre tratamento de esgoto doméstico